# 앵기스터시놉시스
앵기스터시놉시스(학명:Angistorhinopsis ruetimeyeri)는 악어목 피토사우루스과에 속하는 악어이다. 지금은 멸종된 악어로 몸길이가 4~7m인 거대한 악어에 속한다.

## 특징
앵기스터시놉시스는 다른 피토사우루스과의 악어들처럼 부분적으로 확장된 두개골과 뼈를 가진 것이 특징이다. 수영을 하는 데에 적합하도록 발의 모습이 물갈퀴의 모습으로 진화하였다. 또한 앞다리에 비해 뒷다리가 더욱 긴것이 특징이다. 앙기스토리누스와 대체적으로 특징이 비슷하며 이로 인해 한 때는 앙기스토리누스와 동일한 속으로 인식되기도 하였다. 양턱에는 20~25개의 삼각형 모양을 가진 날카로운 이빨들이 줄지어 나 있으며 이빨을 통하여 먹이를 사냥할 때에 먹이를 포획하고 찢가니 씹어 삼키는 용도로 사용했을 것으로 추정이 된다. 먹이로는 당대에 서식하던 물고기, 갑각류를 비롯한 육식성의 먹이들과 양치식물과 같은 초식성의 먹이를 모두 섭이했을 잡식성의 악어로 추정되는 종이다.

## 생존시기와 서식지와 화석의 발견
앵기스터시놉시스가 생존하던 시기는 중생대의 트라이아스기 후기로 지금으로부터 약 2억년전~1억 8천만년전에 생존했던 악어이다. 생존했던 시기에는 유럽을 중심으로 하는 강과 호수에서 주로 서식했던 악어이다. 화석의 발견은 1922년에 유럽의 국가 중에 하나인 스위스의 고생물학자인 프리드리히 폰 후엔에 의해 앙기스터히누스와 닮았다고 여겨진 화석이 유럽의 트라이아스기에 형성된 지층에서 새롭게 발견되어 동물학계에 명명되었다. 화석이 최초로 발견된 유럽의 국가로는 스위스에서 가장 처음에 발견되었으며 후기 트라이아스기의 최신 노리안 및 라에티아 단계로 거슬러 올라가고 유럽에 존재했던 것으로 알려진 최연소 피토사우루스과이다. 그리고 미국의 레돈다사우루스와 함께 피토사우르스의 마지막 생존 멤버 중 하나로 트라이아스기-쥬라기 엑스트리에 의해 멸종되었다. 1억 9천 9백 6십만 년 전의 nection 사건에 함께 멸종된 것으로 추정이 된다.

## 같이 보기
- 악어
- 중생대
- 트라이아스기
- 파충류
- 화석